# Aarne Pelkonen
Aarne Eliel Tellervo Pelkonen (født 24. november 1891 i Jaakkima, død 6. november 1959 i Helsinki) var en finsk gymnast, som deltog i OL 1912 i Stockholm.
Pelkonen var en del af det finske hold, der stillede op i frit system ved OL 1912. Holdet bestod af tyve gymnaster, og i en tæt konkurrence vandt Norge med 22,85 point, mens Pelkonen og Finland blev nummer to med 21,85 og Danmark nummer tre med 21,25 point.